# Ontario Highway 66
Der King’s Highway 66 in der ostkanadischen Provinz Ontario gehört zum Netz des Trans-Canada Highways. Der Highway hat eine Länge von 104 km, er beginnt in Matachewan und endet an der Grenze zur östlichen Nachbarprovinz Québec unweit des Ortsteils Kearns im Township McGarry.

## Streckenverlauf
Der Highway beginnt in der Kleinstadt Matachewan und führt in östlicher Richtung. Knapp 5 km nach Beginn der Strecke zweigt in südöstlicher Richtung Highway 65 ab. Der Highway führt am Nordrand des Englehart River Fine Sand Plain and Waterway Provincial Park vorbei und trifft 45 km nach seinem Beginn auf Ontario Highway 11. Er stellt eine Verbindung der Route des Trans-Canada Highways über Highway 11 mit der Provinz Québec dar. Highway 66 führt durch Swastika, einem Ort mit überaus umstrittenen Namen (Swastika ist englisch für Hakenkreuz). Der Highway führt weiter nach Osten und durchquert noch mehrere kleinere Gemeinden und endet an der Provinzgrenze zu Québec. Er wird dort als Route 117 weitergeführt.